# Андрецов, Николай Ильич
 Николай Ильич Андрецов (4 февраля 1909 — 11 июля 1992, Санкт-Петербург) — советский живописец, член Ленинградского Союза художников.

## Биография
Н. И. Андрецов родился 4 февраля 1909 года в Александровске-Грушевском (с 1921 года — город Шахты Ростовской области). В 1930 году приехал в Ленинград и стал заниматься на Рабфаке ИЗО при ИНПИИ. В 1932—1939 годах учился в ИНПИИ — ЛИЖСА ВАХ на отделении живописи. В 1939 окончил институт, представив дипломную картину «Пограничники», выполненную под руководством профессора Н. Ф. Петрова. Присвоено звание художника живописи.
С 1939 года участвовал в выставках, экспонируя свои работы вместе с произведениями ведущих мастеров изобразительного искусства Ленинграда. Писал жанровые и исторические картины, портреты, пейзажи. С 1939 года преподавал в Средней художественной школе, директором которой был с июня 1947 по июль 1952 года. С 1952 преподавал в ЛИЖСА имени И. Е. Репина, доцент. Среди произведений, созданных Андрецовым, картины «Разгром артиллерийской немецкой группировки под Петергофом», «Рыбаки на Рижском взморье» (1951), «Баржи на Неве», «Рижское взморье» (обе 1956), «В горах Средней Азии» (1957), «В колхозном рыбачьем посёлке» (1960), «Доменщики Урала», «Рыбаки» (обе 1961), «Доменщики» (1964), «На заводе» (1975), «На взморье» (1977) и другие. В 1960-1970 годы неоднократно работал в Доме творчества ленинградских художников на Старой Ладоге. Там запечатлел его у окна с кистями в руках художник Иван Сорокин на известном портрете 1976 года.
На рубеже 80-х и 90-х годов работы Николая Андрецова в составе экспозиций произведений ленинградских художников были представлены европейским зрителям на целом ряде зарубежных выставок.
Скончался 11 июля 1992 года в Ленинграде на 84-м году жизни.
Произведения Н. И. Андрецова находятся в музеях и частных собраниях в России, Японии, Франции, Великобритании, Финляндии и других странах. Известны живописные и графические портреты Н. Андрецова, исполненные в разные годы ленинградскими художниками и скульпторами, в том числе Н. Н. Бабасюком (1972),  И. С. Сорокиным (1976).

## Выставки
- 1951 год (Ленинград): Выставка произведений ленинградских художников.
- 1957 год (Ленинград): 1917—1957. Выставка произведений ленинградских художников.
- 1958 год (Ленинград): Осенняя выставка произведений ленинградских художников.
- 1960 год (Ленинград): Выставка произведений ленинградских художников.
- 1960 год (Москва): Советская Россия. Республиканская художественная выставка.
- 1961 год (Ленинград): Выставка произведений ленинградских художников открылась в залах Государственного Русского музея.
- 1964 год (Ленинград): Ленинград. Зональная выставка.
- 1975 год (Ленинград): Наш современник. Зональная выставка произведений ленинградских художников.
- 1977 год (Ленинград): Выставка произведений ленинградских художников, посвящённая 60-летию Великого Октября.
- Январь 1992 года (Париж): Выставка «Санкт-Петербургская школа».
- Март 1992 года (Париж): Выставка «Санкт-Петербургская школа».
- Февраль 1993 года (Брюссель): Выставка «Русские художники».